# Melanagromyza nairobensis
Melanagromyza nairobensis är en tvåvingeart som beskrevs av Spencer 1959. Melanagromyza nairobensis ingår i släktet Melanagromyza och familjen minerarflugor.
Artens utbredningsområde är Kenya. Inga underarter finns listade i Catalogue of Life.